# Brachionidium folsomii
Brachionidium folsomii é uma espécie de orquídea (Orchidaceae) que existe na Costa Rica, Guatemala e Panamá.